# Tap Mun
Tap Mun (chinesisch 塔門 / 塔门, Pinyin Tǎmén, Jyutping Taap1mun4), englisch amtlich auch Grass Island, ist eine kleine Insel in Hongkong, die im nordöstlichen Teil der New Territories liegt und eine Fläche von 1,69 km² aufweist. Die Insel gehört verwaltungsgemäß zum Tai Po District und hat etwa 100 Einwohner. Die Insel ist ein beliebtes Ziel für Tagesausflügler aus Hong Kong.

## Sehenswürdigkeiten

### Tempel
Das Tempel-Areal in Tap Mun besteht aus drei Tempeln in zwei Gebäuden: Das erste Gebäude ist ein 1737 erbauter Tin-Hau-Tempel, dem später ein Anbau mit einem Kwan-Tai-Tempel zugefügt wurde. Südlich davon befindet sich der 1788 erbaute „Wasser-Mond-Tempel“ – Shui Yuet Kung (水月宮, englisch water moon temple).

### Weitere Sehenswürdigkeiten
- Tap Mun Cave (dt. etwa „Tap-Mun-Höhle“, 塔門洞)[Anm. 3]
- Balanced Rock (6 m hohe quaderförmige Felsformation, 疊石)[Anm. 4][4]
- King Lam School (dt. etwa „King Lam Schule“, 瓊林學校)[Anm. 5], ursprünglich vor 1913 im Tin Hau Tempel gegründet; das Schulgebäude mit drei Klassenräumen wurde 1957 gebaut. Die Schule schloss im Sommer 2003 wegen zu geringer Schüleranzahl.[5]

## Verkehr
Tap Mun wird vom Tsui Wah Ferry Service an den folgenden Haltestellen angefahren:
1. Wong Shek Pier in Sai Kung; etwa alle zwei Stunden, an Wochenenden und Feiertagen häufiger.[6]
2. Ma Liu Shui Pier in der Nähe der Chinese University in Tai Po; zweimal täglich, eine zusätzliche Abfahrt an Wochenenden und Feiertagen.[7]

Von diesen Häfen gelangt man auch mit dem Wasser-Sammeltaxi auf die Insel.

## Tourismus

### Camping
Der Hügel von Tap Mun ist ein beliebtes Ziel zum Camping und bekannt für Panoramablicke über das umliegende Meer.

### Gastronomie
Auf der Insel gibt es ein Meeresfrüchterestaurant und einige kleine Teestuben, die bekannt für ihre gekochten Tintenfisch-Gerichte sind. Einige Fischer verdienen sich ihren Lebensunterhalt mit dem Verkauf ihres luftgetrockneten Fangs. Getrocknete Fische und Garnelen sind bei den örtlichen Touristen beliebt.

## Fotogalerie

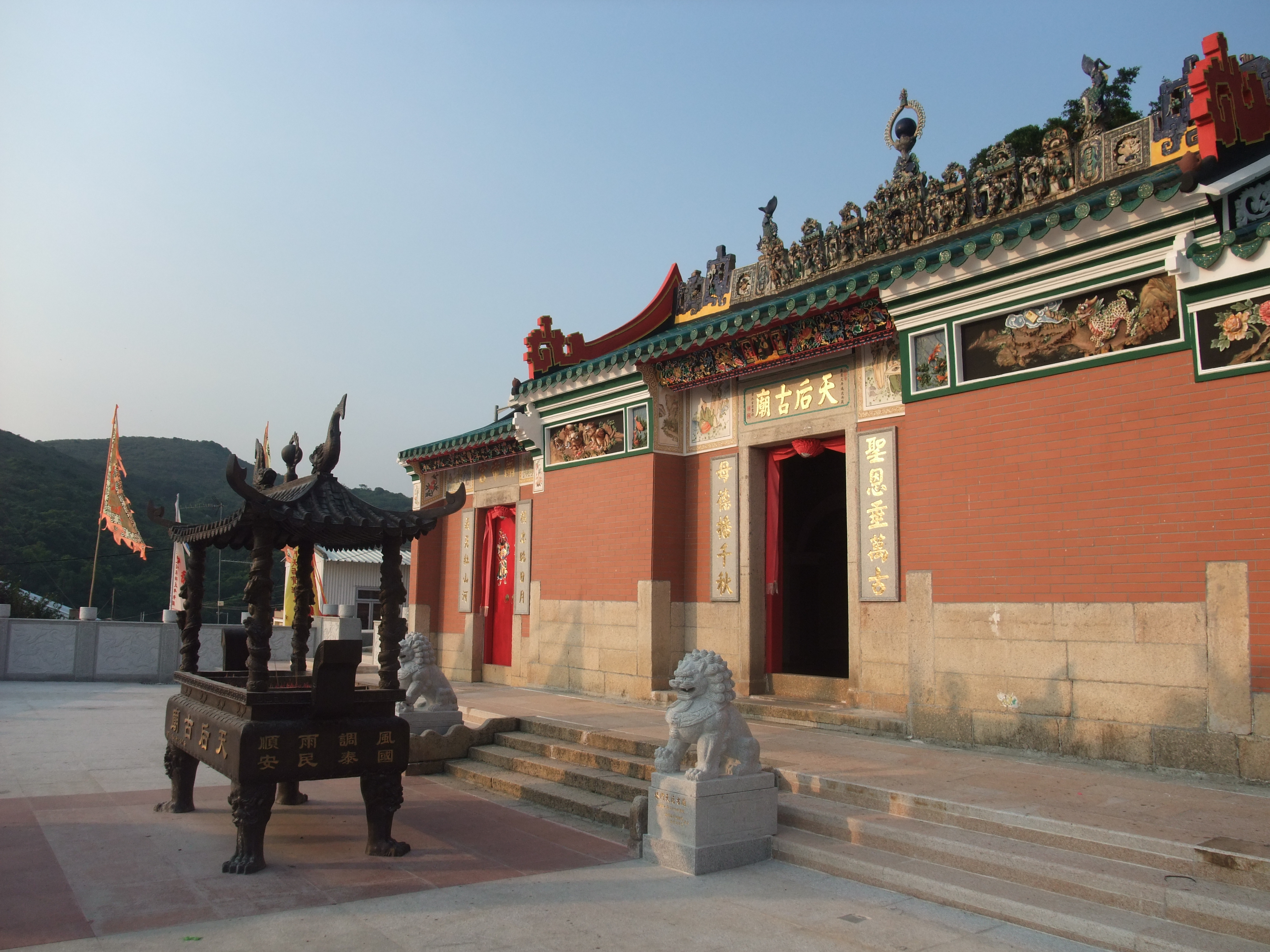
Tin Hau-Tempel
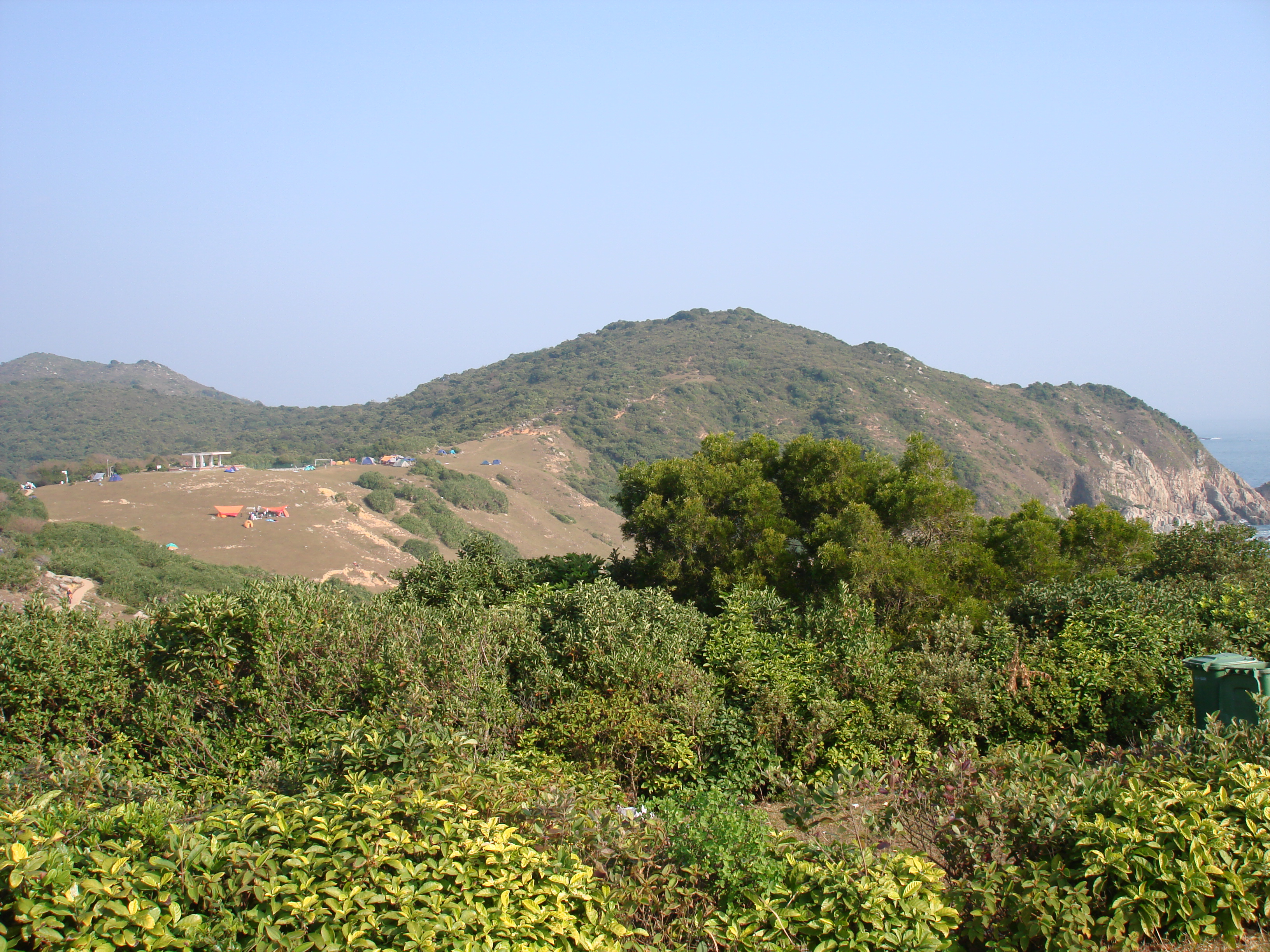
Blick auf den Hügel von Top Mun
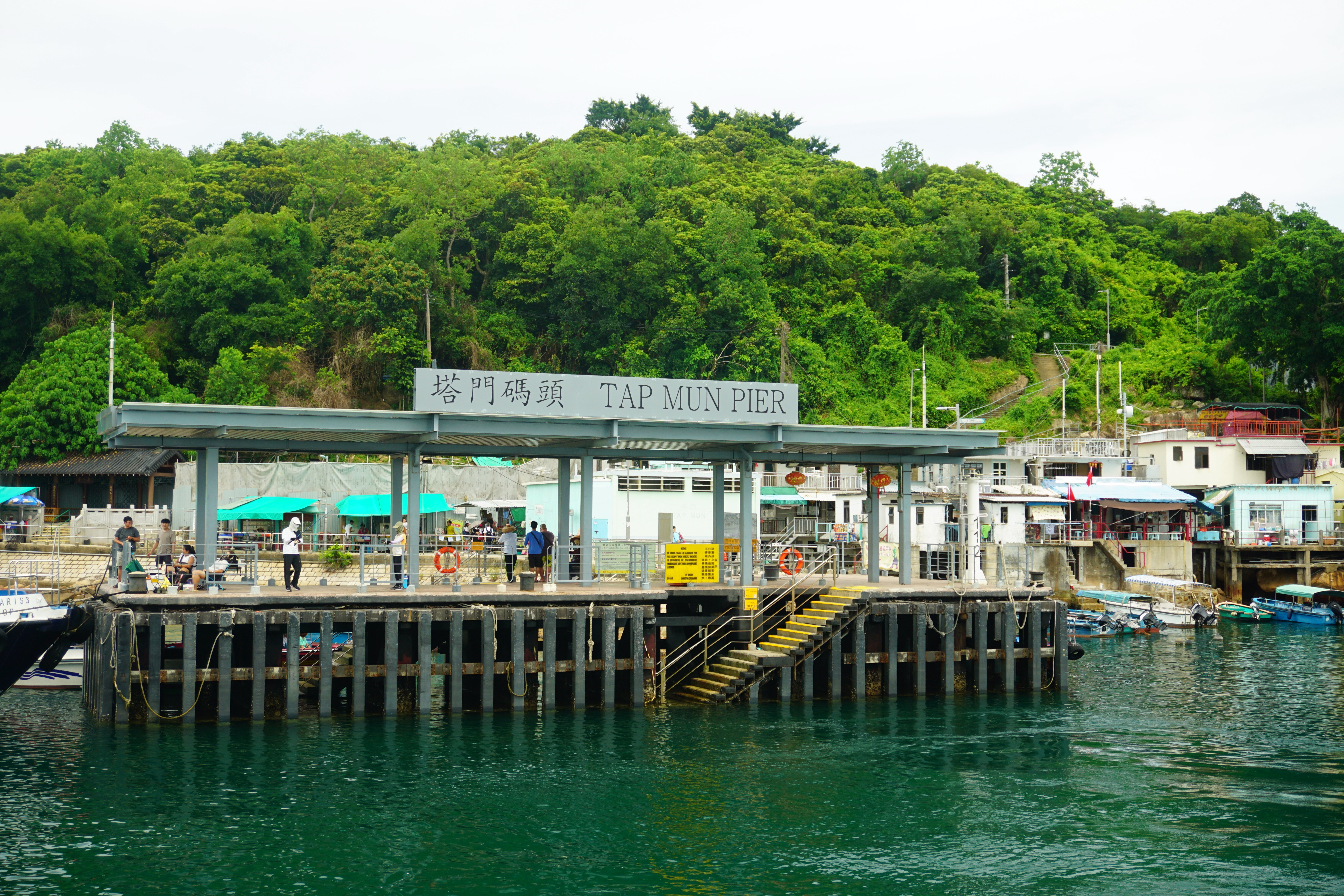
Pier von Tap Mun
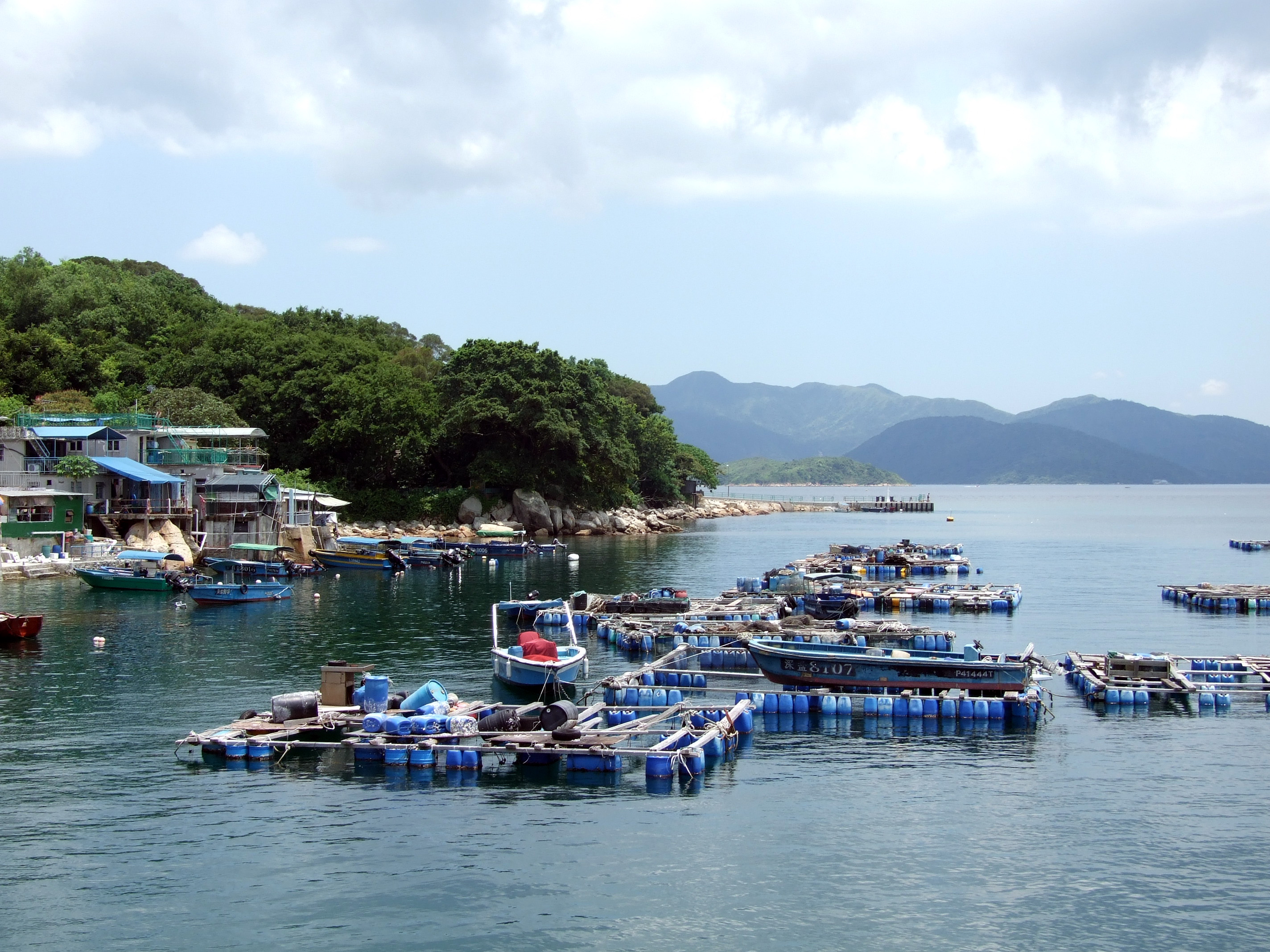
Fischzucht in Tap Mun
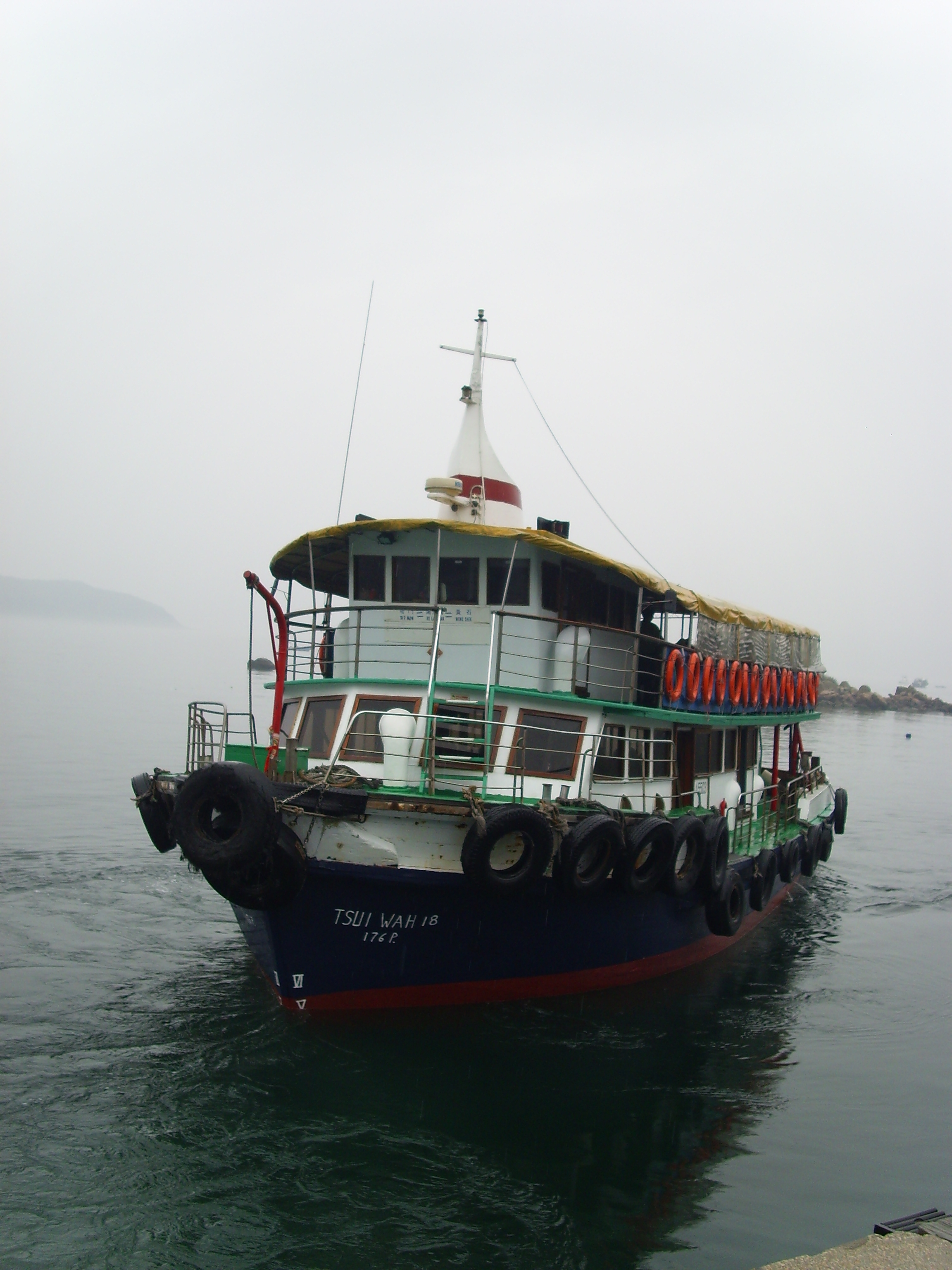
Fähre nach Tap Mun
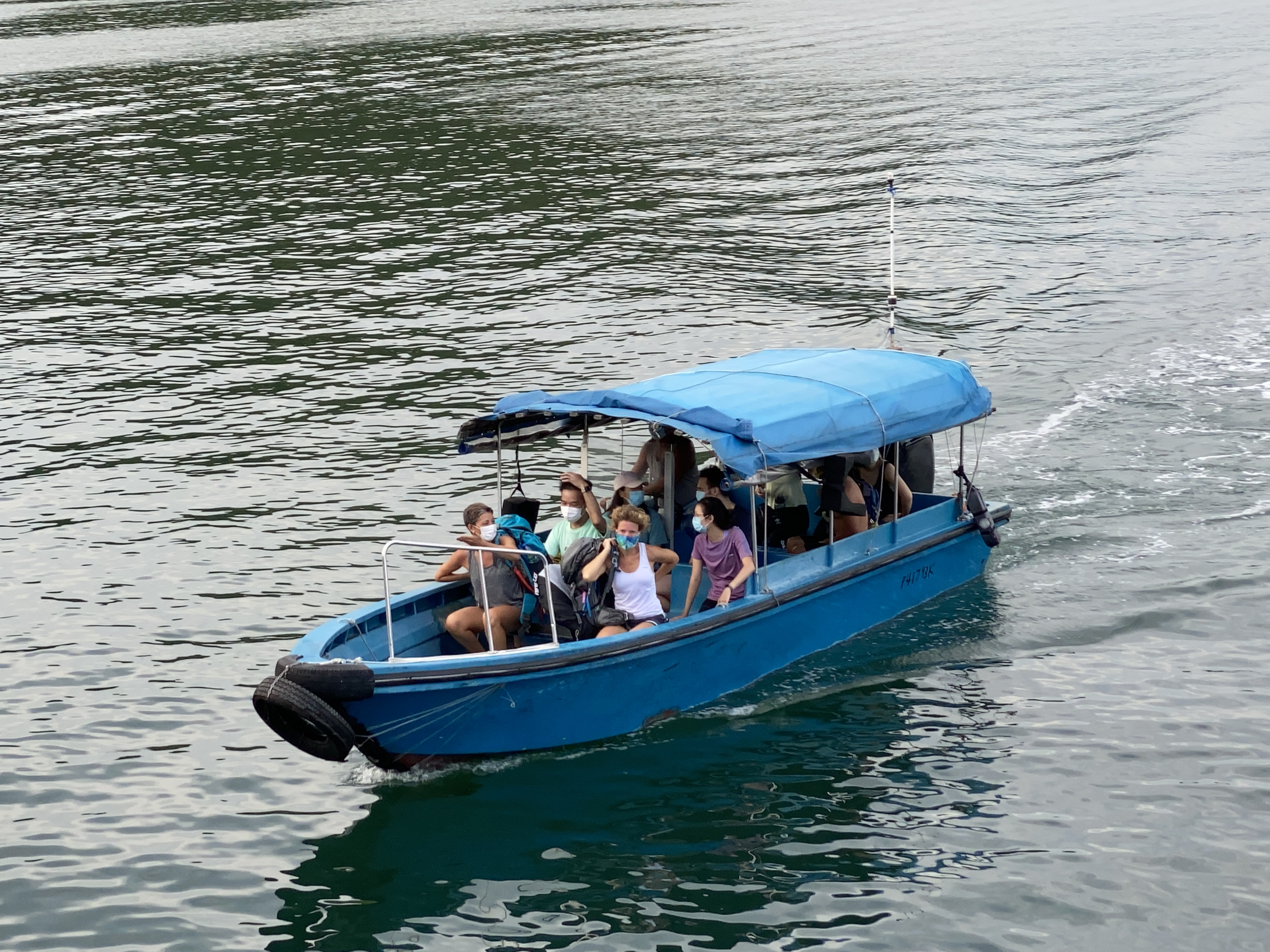
Wasser-Sammeltaxi nach Tap Mun
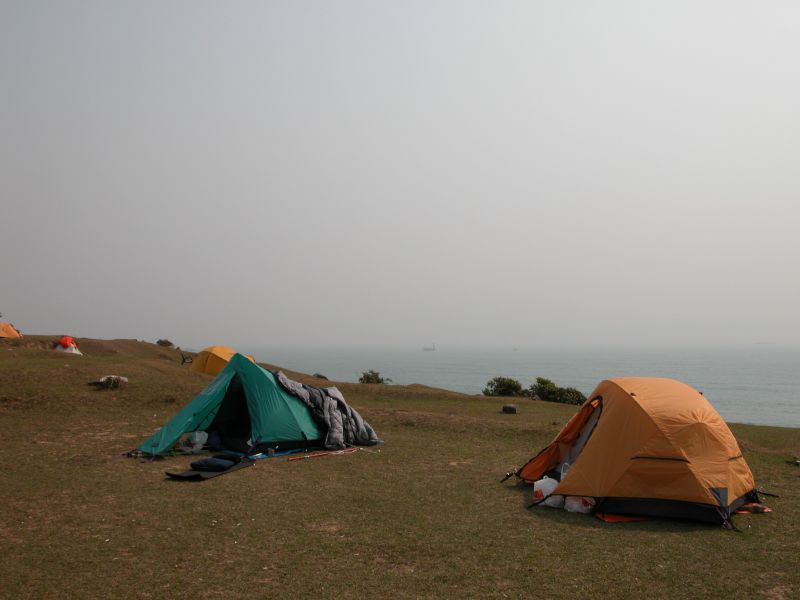
Camping auf dem Hügel von Tap Mun
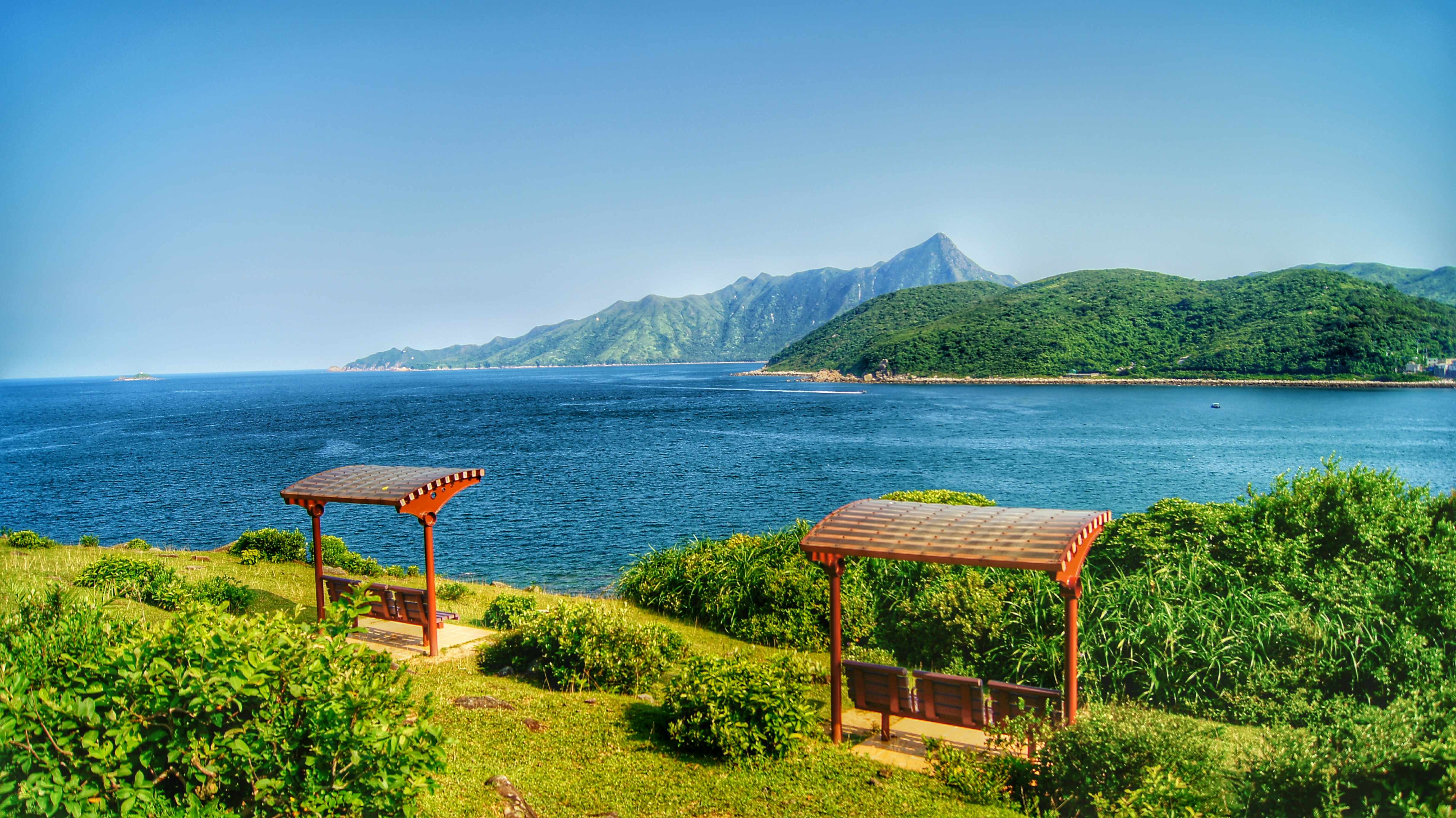
Sharp Peak (蚺蛇尖)[Anm. 6] östlich von Tap Mun